# Doble Bragado de 2015
La 80ª edición de la Doble Bragado se disputó desde el 1 hasta el 8 de febrero de 2015.
El ganador fue Juan Melivilo del equipo Sindicato Argentino de Televisión. Fue escoltado en el podio por sus compañeros de equipo Guillermo Brunetta y Sebastián Cancio.

## Equipos participantes
| - Municipalidad de Tres de Febrero - Sindicato Argentino de Televisión - Entre Ríos ESCO Agroplan - Buenos Aires Ciudad - Scott - Buenos Aires Provincia - Italomat - Dogo - Orbai - Bragado Cicles Club - Ciudad de Chivilcoy - Ciclistas de Cristo - Municipalidad de Bragado - Transporte El Sol | - Club Ciclista Cerro Largo |

## Etapas
| Etapa | Fecha        | Recorrido               | km         | Ganador             | Líder            |
| 1ª    | 1 de febrero | Caseros - Mercedes      | 133        | Sebastián Tolosa    | Sebastián Tolosa |
| 2ª    | 2 de febrero | Mercedes - Chivilcoy    | 156        | Adrián Richeze      | Adrián Richeze   |
| 3ª    | 3 de febrero | Chivilcoy - Pergamino   | 172        | Guido Palma         | Facundo Lezica   |
| 4ª    | 4 de febrero | Circuito en Pergamino   | 133        | Mauro Richeze       | Facundo Lezica   |
| 5ª    | 5 de febrero | Pergamino - Junín       | 146        | Héctor Lucero       | Facundo Lezica   |
| 6ª    | 6 de febrero | Junín - Bragado         | 170        | Sebastián Tolosa    | Facundo Lezica   |
| 7ª a  | 7 de febrero | Bragado - Bragado       | 16,5 (CRI) | Juan Melivilo       | Juan Melivilo    |
| 7ª b  | 7 de febrero | Circuito en Bragado     | 102        | Cristopher Mansilla | Juan Melivilo    |
| 8ª    | 8 de febrero | Mercedes - Buenos Aires | 105        | Héctor Lucero       | Juan Melivilo    |

## Clasificación final
| Posición | Ciclista           | Equipo                            | Tiempo       |
| -------- | ------------------ | --------------------------------- | ------------ |
|          | Juan Melivilo      | Sindicato Argentino de Televisión | 24 h 13' 25" |
| 2        | Guillermo Brunetta | Sindicato Argentino de Televisión | + 11"        |
| 3        | Sebastián Cancio   | Sindicato Argentino de Televisión | + 12"        |
| 4        | Matías Presa       | Cerro Largo                       | + 16"        |
| 5        | Fernando Antogna   | Municipalidad de Bragado          | + 20"        |
| 6        | Marcos Crespo      | Sindicato Argentino de Televisión | + 37"        |
| 7        | Aníbal Borrajo     | Municipalidad de Bragado          | + 42"        |
| 8        | Bilker Castro      | Cerro Largo                       | + 45"        |
| 9        | Walter Trillini    | Buenos Aires Provincia            | + 45"        |
| 10       | Hugo Velázquez     | Municipalidad de Tres de Febrero  | + 53"        |